# George W. Davis
George Davis (n. 17 aprilie 1914, Kokomo, Indiana, SUA – d. 3 octombrie 1998, Los Angeles, California, SUA) a fost un celebru scenograf american.

## Cariera
Davis și-a început cariera ca desenator la studiourile Warner Brothers. El s-a alăturat pușcașilor marini americani în timpul celui de-al Doilea Război Mondial și a fost lăsat la vatră cu gradul de colonel. Apoi a început să lucreze ca director artistic la 20th Century Fox, iar primul său film a fost fantezia The Ghost and Mrs. Muir (1947) a lui Joseph L. Mankiewicz, regizor pentru care a lucrat frecvent, în special la House of Strangers (1949), Totul despre Eva (1950), No Way Out (1950), 5 Fingers (1952) și alte peste 50 de filme, inclusiv Funny face (1957) și Revolta de pe Bounty (1965).
El a fost, de asemenea, puternic implicat în unele dintre cele mai mari producții religioase de la mijlocul anilor 1950, cum ar fi Demetrius și gladiatorii și The Egyptian (ambele din 1954). De asemenea, el a lucrat intens la televiziune în emisiuni precum Zona crepusculară și Omul de la U.N.C.L.E..
Davis a fost, de asemenea, directorul inițial de proiect al Disneyland Tokyo, a proiectat expoziția General Motors de la New York Worlds Fair din 1964 și designer principal al Park City, UT. El a fost căsătorit cu Barbara Louise Davis (născută Davies) care a murit în 1990, la vârsta de 73 de ani. Au avut 2 copii (Karen Louise Hoy, născută în 1940 și George Christopher Davis, născut în 1943). El a trăit în aceeași casă din Santa Monica, California, din 1948 și până la moartea sa, în 1998.

## Premii
Davis a câștigat două premii Oscar pentru activitatea sa la filmele Tunica (1953) și Jurnalul Annei Frank (1959). El a fost nominalizat de încă 17 ori la premiul Oscar pentru cele mai bune decoruri.

## Filmografie selectivă
- The Ghost and Mrs. Muir (1947)
- Deep Waters (1948)
- House of Strangers (1949)
- The Beautiful Blonde from Bashful Bend (1949)
- No Way Out (1950)
- All About Eve (1950)
- David and Bathsheba (1951)
- Fourteen Hours (1951)
- Rawhide (1951)
- 5 Fingers (1952)
- The Robe (1953)
- Tonight We Sing (1953)
- Demetrius and the Gladiators (1954)
- The Seven Year Itch (1955)
- Love is a Many Splendored Thing (1956)
- Funny Face (1957)
- Jurnalul Annei Frank (1959)
- Butterfield 8 (1960)
- Please Don't Eat the Daisies (1960)
- Cimarron (1960)
- Home from the Hill (1960)
- Adventures of Huckleberry Finn (1960)
- All Fall Down (1961)
- Go Naked in the World (1961)
- Mutiny on the Bounty (1962)
- The Horizontal Lieutenant (1962)
- The Wonderful World of the Brothers Grimm (1962)
- Period of Adjustment (1962)
- The Hook (1963)
- How the West Was Won (1963)
- Twilight of Honor (1963)
- The Unsinkable Molly Brown (1964)
- Sunday in New York (1964)
- The Outrage (1964)
- Viva Las Vegas (1964)
- The Americanization of Emily (1964)
- A Patch of Blue (1965)
- The Cincinnati Kid (1965)
- The Sandpiper (1965)
- 36 Hours (1965)
- Spinout (1966)
- Mr. Buddwing (1966)
- Made in Paris (1966)
- The Venetian Affair (1967)
- The Shoes of the Fisherman (1968)
- Heaven with a Gun (1969)
- Marlowe (1969)